# Péninsule de Doberai
Ne doit pas être confondu avec Péninsule de Bomberai.
La péninsule de Doberai (en anglais : Bird's Head Peninsula ou Doberai Peninsula, en indonésien : Kepala Burung, en néerlandais : Vogelkop) est une grande péninsule constituée par l'extrémité nord-ouest de l'île de Nouvelle-Guinée. Elle est partagée entre les provinces indonésiennes de Papouasie occidentale et Papouasie du Sud-Ouest. Elle est bordée au sud-est par le massif de Lengguru. Au sud, la baie de Bintuni la sépare de la péninsule de Bomberai.

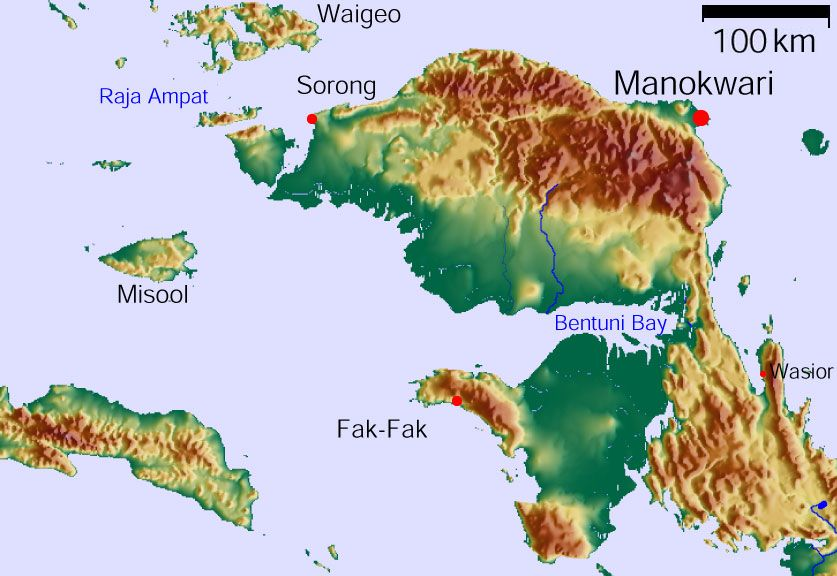
Carte topographique des péninsules de Doberai (en haut) et de Bomberai (en bas).